# Hi-Fi Serious
Hi-Fi Serious is het derde album van de Britse band A.

## Geschiedenis
Het album werd uitgebracht in 2002 en werd zilver in het Verenigd Koninkrijk (60.000 verkochte exemplaren).
De eerste single, "Nothing", haalde de negende plaats in de UK Singles Chart, waardoor het album populairder werd. Hi-Fi Serious haalde de achttiende plaats in de Britse albumparade en de band won een Kerrang Award voor beste band uit Groot-Brittannië.
Later werd het album opnieuw uitgebracht met een dvd met livemateriaal erbij.

## Tracklist
1. Nothing - 3:43
2. Something's Going On - 2:58
3. 6 O'Clock on a Tube Stop - 3:14
4. Going Down - 4:09
5. Took It Away - 3:29
6. Starbucks - 3:18
7. The Springs - 4:28
8. Shut Yer Face - 3:43
9. Pacific Ocean Blue - 3:27
10. The Distance - 3:37
11. W.D.Y.C.A.I. (Why Don't You Cry About It) - 3:27
12. Hi-Fi Serious - 5:57

## Singles
Nothing
- Cd 1

1. "Nothing" - 3:44
2. "T-Shirt Money" - 3:28
3. "Everybody In" - 4:14
4. "Nothing (video)"

- Cd 2

1. "Nothing" - 3:44
2. "Getting Me Off" - 3:11
3. "The Distance" - 3:31
4. "The Distance (video)"

Hoogste positie UK Chart: 9
Something's Going On
- Cd 1

1. "Something's Going On" - 3:02
2. "Rock" - 4:05
3. "Human Condition" - 4:01
4. "Something's Going On (video)"

- Cd 2

1. "Something's Going On" - 3:02
2. "Sorry But..." - 4:03
3. "Just Like Paradise (David Lee Roth cover)" - 4:06
4. "Just Like Paradise (film)"

- Vinyl

1. "Something's Going On" - 3:02
2. "Just Like Paradise (David Lee Roth cover)" - 4:06

Hoogste positie UK Chart: 51
Starbucks
Hoogste positie UK Chart: 20